# Вилајет Црнојевића
Вилајет Црнојевића (тур. vilayeti Çirn ili) је назив за турску управну област, односно вилајет, који је створен на просторима државе Црнојевића, односно Горње Зете, непосредно након успостављања турске власти крајем 1496. године. Према турском обичају, свака новостечена област је одмах пописивана, а први турски попис новоствореног вилајета Црнојевића обављен је већ током првих мјесеци након успостављања нове власти, тако да се већ у марту 1497. године помиње да је тај посао довршен. У турским изворима остало је забиљежено да су поменути попис обавили емин Умур син Тоганов и писар Јусуф син Ахмедов, који су потом прешли на пописивање сусједних Пипера, Куча и Хота. Исти извори свједоче да је новостворени вилајет био назван по Црнојевићима, а не по домаћем обласном називу (Зета), што је било у складу са турским обичајем да се новостечене области називају управо по дотадашњим обласним господарима.
Током првих година, највећи посједник у овом вилајету био је Стефан Црнојевић, који је остао у земљи након одласка свог старијег брата Ђурђа Црнојевића, посљедњег владара Зете. На челу вилајета налазио се субаша, а први у изворима познати субаша у вилајету Црнојевића помиње се већ у новембру 1498. године (итал. subaslach governador di stato fo di Zernovich). Вилајети су се налазили у саставу санџака, а вилајет Црнојевића се од свог оснивања налазио у саставу Скадарског санџака. Такво рјешење остало је на снази све до 1513. године, када је на том простору створен посебан санџак Црна Гора. Након укидања овог санџака, око 1530. године, на истом простору је створен нови вилајет Црна Гора, који је био у саставу Скадарског санџака.